# Alfred Delaunois
Pour les articles homonymes, voir Delaunois.

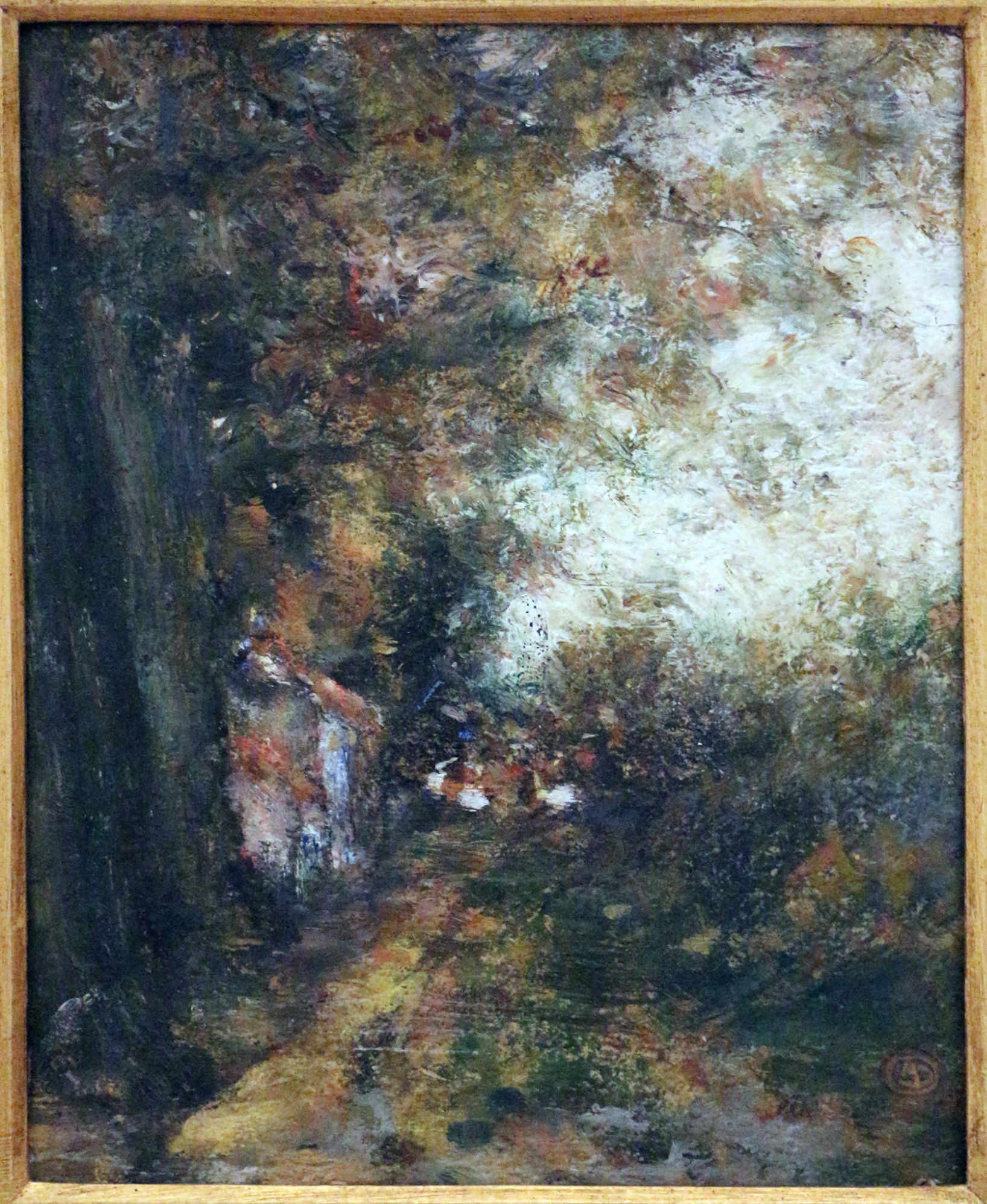
Paysage

Alfred Napoléon Delaunois, né à Saint-Josse-ten-Noode le 9 juin 1875 et mort à Heverlee le 22 novembre 1941, est un peintre belge.

## Biographie
Élève des Académies de Bruxelles et de Louvain, il a pour professeur Constantin Meunier. 
Actif dans de nombreuses sociétés artistiques, on lui doit des paysages, des vues d'églises, de monastères et de béguinages et des intérieurs d'églises. Il a également réalisé des gravures et des lithographies. 
Pendant et après la Première Guerre mondiale, il dresse de nombreux dessins des destructions de Louvain de septembre-octobre 1914.
Membre de la Société nationale des beaux-arts et, en 1906, membre fondateur du cercle artistique L'Estampe, il devient ensuite professeur à l'Académie de Louvain puis directeur.

## Expositions
- 1900 : Paris, Exposition universelle de 1900
- 1905 : Biennale de Venise VI
- 1905 : Anvers, Salon 1905 Als ik Kan : Een namiddag tijdens de zomer. Interieur
- 1907 : Bruxelles, Salon 1907 : Les Labours au pays monastique
- 1907 : Biennale de Venise VII
- 1908 : Berlin, Prediking in een kapel van de Sint-Pieterskerk in Leuven, Eenzame zielen en Hiob in het graf, Psychologische studies
- 1909 : Bruxelles, Salon de Printemps : Mediterende monnik met lelietak, Dominikanermonnik met handschrift, Studie voor Mediterenden, Studie voor Zwijgenden, Hoofd. Studie, Au pays monastique, Stilte, Gewijde avond, Weggetje en wolk.
- 1910 : Biennale de Venise IX
- 1912 : Biennale de Venise X
- 1914 : Biennale de Venise XI
- 1914 : La Haye, Kunsthandel Theo Neuhuys (exposition collective d'artistes belges) : In het kloosterland
- 1914 : Salon de Bruxelles : Champ d'été en Brabant, Bénédiction dans la chapelle et Bénédiction sur un prie-Dieu
- 1920 : Biennale de Venise XII
- 1922 : Biennale de Venise XIII
- 1924 : Biennale de Venise XIV
- 1930 : Biennale de Venise XVII
- 1933 : Gand, Salon 1933 : Dominikanermonnik met handschrift, Monnik met lelie, Ingetogenheid na de octaaf van de H. Laurentius in de kapel van de Heilige in de Sint-Jacobskerk in Leuven.
- 1937 : Gand, Salon 1937 : Christusbeeld, Avond in een Mechelse kerk, De rozenkrans in het gesticht voor oude vrouwen